# Woodville Erzsébet angol királyné
Elizabeth Woodville (1437 körül – Bermondsey, 1492. június 8.) angol királyné, IV. Eduárd angol király hitvese, a későbbi VII. Henrik angol király anyósa, Richard Woodville Rivers első grófja és Luxemburgi Jacquetta saint-poli gróf kisasszony első gyermeke és első leánya, valamint I. Erzsébet dédanyja, a Tudor-ház ősanyja.

## Életrajza
Első férje, John Greytől két fia született, Thomas és Richard. Grey a Rózsák háborújában a Lancaster-ház oldalán harcolt a York-házzal szemben. Egy csatában esett el. Amikor után a York-dinasztia szerezte meg a koronát, Grey özvegyétől elkobozták minden birtokát. A Yorkok uralom vesztése után az özvegy kérvénnyel fordult IV. Eduárdhoz, aki elvette az özvegyet.
1464. május 1-jén kötöttek házasságot titokban, csupán két tanú jelenlétében, Elizabeth családja birtokának kis kápolnájában. Mikor a közvélemény tudomást szerzett a szűkkörű esküvőről, sokan megkérdőjelezték annak érvényességét, mivel Eduárd állítólag akkor már jegyben járt Eleanor Talbottal. A házasság boldognak bizonyult, tíz gyermek született belőle tizenkilenc év alatt. A két házasságából származó utódokat mutatja a jobb oldali info-box.
Erzsébetet hivatalosan 1465. május 26-án koronázták Anglia királynéjává. A királyné igyekezett családja stabil hatalmát a királyi udvarnál úgy megőrizni, hogy testvéreit Anglia legelőkelőbb nemeseihez adta hozzá. Húga, Katalin Buckingham 2. hercegének (Henry Stafford) lett a felesége, másik húga, Anna pedig Bourchier vikomtjához (William Bourchier) ment hozzá, Anthony nevű öccse Scales 8. bárónőjét (Elizabeth Scales) vette el, 19 esztendős János nevű öccse a 65 éves Neville Katalin özvegy norfolki hercegné férje lett. Jacquetta nevű húguk Strange of Knockin 8. bárójának (John le Strange) neje lett, másik húguk, Eleonóra Sir Anthony Grey felesége lett, a kilencedik testvér, Margit pedig Thomas FitzAlan Arundel 15. grófjához ment feleségül.
Miután IV. Eduárd váratlanul meghalt, öccse, Richárd lett az örökösének szánt 12 éves kisfia gyámja és a végrehajtó hatalom gyakorlója, a Lord Protector. A két herceget, Eduárdot és annak öccsét, Richárd yorki herceget a Towerben tartották védőőrizetben, Erzsébet pedig a westminsteri apátságban keresett menedéket. A Tower ekkoriban uralkodói szálláshelyként és börtönként is szolgált. Richárd elérte, hogy bátyja Erzsébettel kötött frigyét és gyermekeiket törvénytelennek nyilvánítsák (Eduárd egy korábbi házassági ajánlata alapján, mivel a házassági ajánlat ekkoriban egyenértékű volt egy eljegyzéssel; 1483. június 25.), így ő lett a következő örökös a bátyja után, és III. Richárd néven két évig uralkodott.
A gyermek királyfi hívei V. Eduárd néven királlyá kiáltották ki a kisfiút. Feltételezések szerint III. Richárd ölette meg a gyermekeket, hogy IV. Eduárd után ne maradjon trónörökös, ez azonban soha nem nyert bizonyítás. Erzsébetnek át kellett költöznie Westminster más részébe, és onnantól kezdve a „Grey asszonyság, aki újabban Anglia királynéjának hívja magát” névvel illették őt.
Miután III. Richárd vereséget szenvedett a bosworthi csatában (1485. augusztus 22.), Erzsébet visszanyerte méltóságát, és házasságát ismét törvényesnek nyilvánították (1485. október). Lánya, Yorki Erzsébet férjhez ment a háború győzteséhez, a trónt megszerző VII. Henrikhez. Woodville Erzsébet még megérte három unokája, köztük a későbbi VIII. Henrik születését.

## Címei és megszólításai
- Anglia királynéja (Őfelsége, Erzsébet királyné) 1464 – 1470
- Anglia királynéja (Őfelsége, Erzsébet királyné) 1471 – 1483
- Anyakirálynő (Őfelsége, az anyakirálynő) 1483. április 9 – 1483 – június 26.
- Özvegy királyné (Őfelsége, az özvegy királyné) 1483. április 9 – 1483 – június 26.
- Úrhölgy (Dame Elizabeth Grey / Grey asszonyság, aki újabban Anglia királynéjának hívja magát) 1483. június 26 – 1485. október
- Özvegy királyné (Őfelsége, az özvegy királyné) 1485. október – 1492. június 8.

## Kapcsolódó információk
- A fehér királyné (The White Queen) színes, angol tévéfilmsorozat, 2013 (Port)

| Előző Anjou Margit | Anglia királynéja 1464 – 1470 1471 – 1483 | Következő Anjou Margit Neville Anna |